# 新加坡高爾夫公開賽
新加坡高爾夫公開賽（英語：Singapore Open），是亞洲巡迴賽的新加坡站，由1961年創立至2001年是每年舉辦的賽事，及後因為贊助商的問題導致缺乏經費而停辦了幾年，至2005年才復辦，2013年又再度停辦，預計2016年重賽。

## 優勝者年表
- 2012 馬特奧·曼納塞羅 -  義大利
- 2011 岡薩洛·費爾南德斯-卡斯塔諾（英语：Gonzalo Fernández-Castaño） -  西班牙
- 2010 亞當·斯科特 -
- 2009 伊恩·保爾特 -  英格兰
- 2008 米哈辛·米哈·辛格（英语：Jeev Milkha Singh） -  印度
- 2007 安赫爾·卡布雷拉 -  阿根廷
- 2006 亞當·斯科特 -
- 2005 亞當·斯科特 -
- 2002-04 停辦
- 2001 威拉滄（英语：Thaworn Wiratchant） -  泰國
- 2000 蘭德哈瓦（英语：Jyoti Randhawa） -  印度
- 1999 肯尼·德魯斯 -
- 1998 肖恩·米歇爾（英语：Shaun Micheel） -  美国
- 1997 梭·莫伊（英语：Zaw Moe） -  緬甸
- 1996 約翰·凱諾漢 -  美国
- 1995 史蒂芬·康蘭（英语：Steve Conran） -
- 1994 奇拉漢（英语：Kyi Hla Han） -  緬甸
- 1993 保羅·莫洛尼 -
- 1992 比爾·以色列遜 -  美国
- 1991 傑克·凱 -  加拿大
- 1990 安托林·費爾南多 -  菲律賓
- 1989 盧建順（英语：Lu Chien-soon） -  中華民國
- 1988 格雷格·布魯克納（英语：Greg Bruckner） -  美国
- 1987 彼得·福勒（英语：Peter Fowler） -
- 1986 格雷格·特納（英语：Greg Turner） -  新西兰
- 1985 陳志明（英语：Tze-Ming Chen） -  中華民國
- 1984 湯姆·瑟克曼（英语：Tom Sieckmann） -  美国
- 1983 盧建順 -  中華民國
- 1982 Hsu Sheng-san -  中華民國
- 1981 Mya Aye -  緬甸
- 1980 庫爾特·考克斯 -  美国
- 1979 Lu Shi-chuen -  中華民國
- 1978 特里·蓋爾（英语：Terry Gale） -
- 1977 Hsu Chi-san -  中華民國
- 1976 Kesahiko Uchida -  日本
- 1975 Yutaka Suzuki -  日本
- 1974 Eleuterio Nival -  菲律賓
- 1973 本·阿爾達（英语：Ben Arda） -  菲律賓
- 1972 河野高明（英语：Takaaki Kono） -  日本
- 1971 安田春雄（英语：Haruo Yasuda） -  日本
- 1970 謝永郁 -  中華民國
- 1969 Tomio Kamada -  日本
- 1968 謝永郁 -  中華民國
- 1967 本·阿爾達 -  菲律賓
- 1966 羅斯·紐迪 -  新西兰
- 1965 弗蘭克·菲利普斯（英语：Frank Phillips (golfer)） -
- 1964 泰德·波爾（英语：Ted Ball） -
- 1963 艾倫·布魯克斯 -  南非
- 1962 布賴恩·威爾克斯 -  南非
- 1961 弗蘭克·菲利普斯 -

## 外部連結
- 官方网站